# Kim Hye-jun
Kim Hye-jun (김혜준?, Gim Hye-junLR, Kim HyechunMR; Goyang, 8 maggio 1995) è un'attrice sudcoreana.

## Biografia
Ha iniziato ad apparire negli spot pubblicitari nel 2015 e ha esordito nella webserie lesbica Lily Fever mentre studiava teatro e cinema all'Università Hanyang. Nel 2016 ha superato l'audizione per Saturday Night Live Korea, unendosi al cast fisso. Dopo essersi fatta un nome partecipando a diversi sketch di successo, ha lasciato il programma alla fine della stagione a giugno, dopodiché ha recitato in diversi cortometraggi e ha fatto da comparsa in alcune serie TV.
Nel 2018, Kim è stata scritturata tra i personaggi principali della serie Netflix Kingdom. Sebbene la sua recitazione nell'opera sia stata criticata da alcuni spettatori che l'hanno ritenuta incoerente con il genere storico, è stata elogiata pochi mesi dopo grazie al film Miseongnyeon di Kim Yoon-seok.
Nel 2020, ha ottenuto un ruolo da protagonista nella serie televisiva del mistero Sipsi-ilban, per cui ha vinto il premio come Miglior attrice emergente agli MBC Drama Award. L'anno successivo è stata scelta per uno dei ruoli principali al fianco di Lee Young-ae nel thriller giallo Inspector Koo. Nel 2022 è apparsa nella serie TV Connect - Occhio per occhio.

## Filmografia

### Cinema
- Bom-igado (봄이가도?), regia di Jang Joon-yeop, Kim Chung-ha e Jeon Sin-hwan (2018)
- Herstory (허스토리?), regia di Min Kyu-dong (2018)
- Miseongnyeon (미성년?), regia di Kim Yoon-seok (2019)
- Byeonsin (변신?), regia di Kim Hong-sun (2019)
- Sinkhole (싱크홀?), regia di Kim Ji-hoon (2021)

### Televisione
- Daeseneun baekhap (대세는 백합?) – serie TV (2015)
- Nangman doctor Kim Sa-bu (낭만닥터 김사부?) – serie TV (2016, 2023)
- Nae-ilbuteo urineun (내일부터 우리는?) – serie TV (2017)
- Dasi mannan segye (다시 만난 세계?) – serie TV (2017)
- Geunyang saranghaneun sa-i (그냥 사랑하는 사이?) – serie TV (2017-2018)
- Choego-ui ihon (최고의 이혼?) – serie TV (2018)
- Kingdom (킹덤?) – serie TV (2019)
- Sipsi-ilban (십시일반?) – serie TV (2020)
- Inspector Koo (구경이?) – serie TV (2021)
- Connect - Occhio per occhio (커넥트?) – serie TV (2022)
- A Shop for Killers (킬러들의 쇼핑몰?) – serie TV (2024)
- Cashero (캐셔로?) – serie TV (2025)

## Riconoscimenti
- Asia Model Award
  - 2021 – Astro nascente per Inspector Koo[9]
- Baeksang Arts Award
  - 2020 – Miglior nuova attrice televisiva per Inspector Koo[10]
- Blue Dragon Film Award
  - 2019 – Miglior nuova attrice per Miseongnyeon[11]
- MBC Drama Award
  - 2020 – Miglior nuova attrice per Sipsi-ilban[6]